# Pegomya yushuensis
Pegomya yushuensis är en tvåvingeart som beskrevs av Fan 1986. Pegomya yushuensis ingår i släktet Pegomya och familjen blomsterflugor. Inga underarter finns listade i Catalogue of Life.